# LEN Champions League 2002-2003
La LEN Champions League 2002-2003 è stata la quarantesima edizione del massimo trofeo continentale di pallanuoto per squadre europee di club.
Il torneo si è svolto in tre fasi a gironi seguite dalla Final Four, disputata a Genova. Hanno partecipato 29 club campioni nazionali; i vincitori degli otto campionati principali sono entrati in gara a partire dal Turno preliminare.
I campioni d'Italia della Pro Recco hanno conquistato la coppa per la terza volta, sconfiggendo i magiari dell'Honvéd Budapest, alla seconda finale persa consecutiva.

## Turno di qualificazione

### Gironi
| Gruppo A                  |
| sede: Alphen aan den Rijn |
| AZC Alphen                |
| Illichivets Mariupol'     |
| Salgueiros Porto          |
| Vitbitch Vitebsk          |

| Gruppo B            |
| sede: Sliema        |
| Hammersmith Penguin |
| Kuhat Helsinki      |
| Rapid Bucarest      |
| Sliema ASC          |

| Gruppo C              |
| sede: Barcellona      |
| CN Barcellona         |
| Dauphins Mouscronnois |
| Paris Lodron Salzburg |
| Yüzme Istanbul        |

| Gruppo D            |
| sede: Łódź          |
| AVK Triglav Kranj   |
| Hapoel Qiryat Tivon |
| ŁSTW Łódź           |
| NCHZ Nováky         |
| SC Kreuzlingen      |

### Gruppo A
|    | Turno di qualificazione 2002-2003 | Pti | G | V | N | P | GF | GS | DR  |
| -- | --------------------------------- | --- | - | - | - | - | -- | -- | --- |
| 1. | Illichivets Mariupol'             | 6   | 3 | 3 | 0 | 0 | 37 | 13 | +24 |
| 2. | AZC Alphen                        | 4   | 3 | 2 | 0 | 1 | 45 | 13 | +32 |
| 3. | Vitbitch Vitebsk                  | 2   | 3 | 1 | 0 | 2 | 21 | 38 | -17 |
| 4. | Salgueiros Porto                  | 0   | 3 | 0 | 0 | 3 | 7  | 46 | -39 |

|  | Alphen  | 6-8  | Illychivets |
|  | Vitebsk | 11-5 | Salgueiros  |

|  | Illichivets | 10-6 | Vitebsk |
|  | Salgueiros  | 1-16 | Alphen  |

|  | Salgueiros | 1-19 | Illichivets |
|  | Alphen     | 23-4 | Vitebsk     |

### Gruppo B
|    | Turno di qualificazione 2002-2003 | Pti | G | V | N | P | GF | GS | DR  |
| -- | --------------------------------- | --- | - | - | - | - | -- | -- | --- |
| 1. | Rapid Bucarest                    | 6   | 3 | 3 | 0 | 0 | 44 | 9  | +35 |
| 2. | Sliema ASC                        | 4   | 3 | 2 | 0 | 1 | 26 | 16 | +10 |
| 3. | Hammersmith Penguin               | 2   | 3 | 1 | 0 | 2 | 20 | 34 | -14 |
| 4. | Kuhat Helsinki                    | 0   | 3 | 0 | 0 | 3 | 10 | 41 | -31 |

|  | Sliema      | 4-7  | Rapid |
|  | Hammersmith | 13-3 | Kuhat |

|  | Kuhat | 3-12 | Sliema      |
|  | Rapid | 21-1 | Hammersmith |

|  | Sliema | 10-6 | Hammersmith |
|  | Rapid  | 16-4 | Kuhat       |

### Gruppo C
|    | Turno di qualificazione 2002-2003 | Pti | G | V | N | P | GF | GS | DR  |
| -- | --------------------------------- | --- | - | - | - | - | -- | -- | --- |
| 1. | CN Barcellona                     | 6   | 3 | 3 | 0 | 0 | 50 | 12 | +38 |
| 2. | Dauphins Mouscronnois             | 4   | 3 | 2 | 0 | 1 | 19 | 33 | -14 |
| 3. | Yüzme Istanbul                    | 2   | 3 | 1 | 0 | 2 | 26 | 31 | -5  |
| 4. | Paris Lodron Salzburg             | 0   | 3 | 0 | 0 | 3 | 13 | 32 | -19 |

|  | Barcellona | 17-8 | Yüzme    |
|  | Salzburg   | 6-8  | Mouscron |

|  | Mouscron   | 10-9 | Yüzme    |
|  | Barcellona | 15-3 | Salzburg |

|  | Yüzme    | 9-4  | Salzburg   |
|  | Mouscron | 1-18 | Barcellona |

### Gruppo D
|    | Turno di qualificazione 2002-2003 | Pti | G | V | N | P | GF | GS | DR  |
| -- | --------------------------------- | --- | - | - | - | - | -- | -- | --- |
| 1. | AVK Triglav Kranj                 | 8   | 3 | 4 | 0 | 0 | 50 | 17 | +33 |
| 2. | NCHZ Nováky                       | 6   | 3 | 3 | 0 | 1 | 43 | 21 | +22 |
| 3. | SC Kreuzlingen                    | 4   | 3 | 2 | 0 | 2 | 32 | 30 | +2  |
| 4. | ŁSTW Łódź                         | 2   | 3 | 1 | 0 | 3 | 25 | 39 | -14 |
| 5. | Hapoel Qiryat Tivon               | 0   | 3 | 0 | 0 | 4 | 13 | 56 | -43 |

|  | Łódź    | 5-9  | Nováky      |
|  | Triglav | 16-3 | Hapoel      |
|  | Triglav | 18-4 | Łódź        |
|  | Hapoel  | 0-13 | Kreuzlingen |

|  | Kreuzlingen | 8-7  | Łódź   |
|  | Triglav     | 5-4  | Nováky |
|  | Łódź        | 9-4  | Hapoel |
|  | Kreuzlingen | 5-12 | Nováky |

|  | Nováky      | 18-6 | Hapoel  |
|  | Kreuzlingen | 6-11 | Triglav |

## Turno preliminare

### Gironi
| Gruppo E       |
| sede: Zagabria |
| - Alphen       |
| - Barcellona   |
| - Dinamo Mosca |
| - Mladost      |

| Gruppo F         |
| sede: Belgrado   |
| - NCHZ Nováky    |
| - Olympiakos     |
| - Partizan       |
| - Rapid Bucarest |

| Gruppo G                |
| sede: Nizza             |
| - Illichivets Mariupol' |
| - Mouscron              |
| - Olympic Nice          |
| - Pro Recco             |

| Gruppo H        |
| sede: Kranj     |
| - Honvéd        |
| - Sliema        |
| - Spandau       |
| - Triglav Kranj |

### Gruppo E
|    | Turno preliminare 2002-2003 | Pti | G | V | N | P | GF | GS | DR  |
| -- | --------------------------- | --- | - | - | - | - | -- | -- | --- |
| 1. | Mladost                     | 6   | 3 | 3 | 0 | 0 | 20 | 8  | +12 |
| 2. | Barcellona                  | 4   | 3 | 2 | 0 | 1 | 19 | 13 | +6  |
| 3. | Dinamo Mosca                | 2   | 3 | 1 | 0 | 2 | 14 | 21 | -7  |
| 4. | Alphen                      | 0   | 3 | 0 | 0 | 3 | 13 | 24 | -11 |

| 08-11-02 | Mladost | 7-2 | Alphen     |
| 08-11-02 | Dinamo  | 4-6 | Barcellona |

| 09-11-02 | Alphen  | 6-7 | Dinamo     |
| 09-11-02 | Mladost | 4-3 | Barcellona |

| 10-11-02 | Barcellona | 10-5 | Alphen |
| 10-11-02 | Mladost    | 9-3  | Dinamo |

### Gruppo F
|    | Turno preliminare 2002-2003 | Pti | G | V | N | P | GF | GS | DR  |
| -- | --------------------------- | --- | - | - | - | - | -- | -- | --- |
| 1. | Partizan                    | 6   | 3 | 3 | 0 | 0 | 32 | 18 | +14 |
| 2. | Olympiakos                  | 4   | 3 | 2 | 0 | 1 | 29 | 16 | +13 |
| 3. | Rapid Bucarest              | 2   | 3 | 1 | 0 | 2 | 18 | 24 | -6  |
| 4. | NCHZ Nováky                 | 0   | 3 | 0 | 0 | 3 | 14 | 36 | -22 |

| 08-11-02 | Partizan | 14-4 | Nováky     |
| 08-11-02 | Rapid    | 3-9  | Olympiakos |

| 09-11-02 | Olympiakos | 13-5 | Nováky   |
| 09-11-02 | Rapid      | 7-10 | Partizan |

| 10-11-02 | Nováky   | 5-9 | Rapid      |
| 10-11-02 | Partizan | 8-7 | Olympiakos |

### Gruppo G
|    | Turno preliminare 2002-2003 | Pti | G | V | N | P | GF | GS | DR  |
| -- | --------------------------- | --- | - | - | - | - | -- | -- | --- |
| 1. | Pro Recco                   | 6   | 3 | 3 | 0 | 0 | 45 | 11 | +34 |
| 2. | Olympic Nice                | 4   | 3 | 2 | 0 | 1 | 41 | 19 | +22 |
| 3. | Illichivets Mariupol'       | 2   | 3 | 1 | 0 | 2 | 11 | 37 | -26 |
| 4. | Mouscron                    | 0   | 3 | 0 | 0 | 3 | 12 | 42 | -30 |

| 08-11-02 | Pro Recco | 17-2 | Illichivets |
| 08-11-02 | Olympic   | 20-4 | Mouscron    |

| 09-11-02 | Mouscron | 4-17 | Pro Recco   |
| 09-11-02 | Olympic  | 16-4 | Illichivets |

| 10-11-02 | Pro Recco | 11-5 | Olympic     |
| 10-11-02 | Mouscron  | 4-5  | Illichivets |

### Gruppo H
|    | Turno preliminare 2002-2003 | Pti | G | V | N | P | GF | GS | DR  |
| -- | --------------------------- | --- | - | - | - | - | -- | -- | --- |
| 1. | Honvéd                      | 6   | 3 | 3 | 0 | 0 | 39 | 12 | +37 |
| 2. | Spandau                     | 4   | 3 | 2 | 0 | 1 | 29 | 23 | +6  |
| 3. | Triglav Kranj               | 2   | 3 | 1 | 0 | 2 | 22 | 20 | +2  |
| 4. | Sliema                      | 0   | 3 | 0 | 0 | 3 | 11 | 46 | -35 |

| 08-11-02 | Honvéd  | 9-7  | Spandau |
| 08-11-02 | Triglav | 12-2 | Sliema  |

| 09-11-02 | Sliema  | 0-18 | Honvéd  |
| 09-11-02 | Triglav | 5-9  | Spandau |

| 10-11-02 | Triglav | 5-12 | Honvéd |
| 10-11-02 | Spandau | 16-9 | Sliema |

## Quarti di finale

### Gironi
| Gruppo Blu   |
| - Barcellona |
| - Partizan   |
| - Pro Recco  |
| - Spandau    |

| Gruppo Rosso   |
| - Honvéd       |
| - Mladost      |
| - Olympiakos   |
| - Olympic Nice |

### Gruppo Blu
|    | Quarti 2002-2003 | Pti | G | V | N | P | GF | GS | DR  |
| -- | ---------------- | --- | - | - | - | - | -- | -- | --- |
| 1. | Pro Recco        | 10  | 6 | 5 | 0 | 1 | 59 | 47 | +12 |
| 2. | Spandau          | 8   | 6 | 4 | 0 | 2 | 39 | 38 | +1  |
| 3. | Barcellona       | 5   | 6 | 2 | 1 | 3 | 44 | 44 | 0   |
| 4. | Partizan         | 1   | 6 | 0 | 1 | 5 | 35 | 46 | -11 |

| 18-01-03 | Barcellona | 7-9   | Pro Recco  |
| 18-01-03 | Partizan   | 4-6   | Spandau    |
| 01-03-03 | Spandau    | 9-8   | Barcellona |
| 01-03-03 | Partizan   | 10-12 | Pro Recco  |

| 01-02-03 | Barcellona | 7-4  | Spandau  |
| 01-02-03 | Pro Recco  | 12-6 | Partizan |
| 15-03-03 | Pro Recco  | 5-9  | Spandau  |
| 15-03-03 | Barcellona | 6-5  | Partizan |

| 15-02-03 | Spandau   | 5-10  | Pro Recco  |
| 15-02-03 | Partizan  | 6-6   | Barcellona |
| 29-03-03 | Pro Recco | 11-10 | Barcellona |
| 29-03-03 | Spandau   | 6-4   | Partizan   |

### Gruppo Rosso
|    | Quarti 2002-2003 | Pti | G | V | N | P | GF | GS | DR  |
| -- | ---------------- | --- | - | - | - | - | -- | -- | --- |
| 1. | Honvéd           | 11  | 6 | 5 | 1 | 0 | 58 | 44 | +14 |
| 2. | Mladost          | 7   | 6 | 3 | 1 | 2 | 48 | 44 | +4  |
| 3. | Olympic Nice     | 4   | 6 | 1 | 2 | 3 | 38 | 43 | -5  |
| 4. | Olympiakos       | 2   | 6 | 0 | 2 | 4 | 33 | 46 | -13 |

| 18-01-03 | Olympic    | 7-10  | Honvéd     |
| 18-01-03 | Mladost    | 9-6   | Olympiakos |
| 01-03-03 | Mladost    | 10-11 | Honvéd     |
| 01-03-03 | Olympiakos | 6-6   | Olympic    |

| 01-02-03 | Honvéd  | 11-11 | Mladost    |
| 01-02-03 | Olympic | 7-7   | Olympiakos |
| 15-03-03 | Honvéd  | 6-4   | Olympiakos |
| 15-03-03 | Olympic | 6-3   | Mladost    |

| 15-02-03 | Olympiakos | 7-12 | Honvéd  |
| 15-02-03 | Mladost    | 9-7  | Olympic |
| 29-03-03 | Honvéd     | 8-5  | Olympic |
| 29-03-03 | Olympiakos | 3-6  | Mladost |

## Final Four

### Semifinali
| Arbitri: | Margeta (SLO) Tulga (TUR) |

|               |           |                |
| 3: Ikodinović | Marcatori | 1: 4 giocatori |

| Arbitri: | Afanasjev (RUS) Borrell (ESP) |

|           |           |             |
| 3: Molnár | Marcatori | 2: Pohlmann |

### Finale 3º posto
| Arbitri: | Borrell (ESP) Tulga (TUR) |

|           |           |            |
| 3: Šimenc | Marcatori | 2: Politze |

### Finale
| Arbitri: | Margeta (SLO) Afanasjev (RUS) |

|            |           |                |
| 3: Benedek | Marcatori | 1: 4 giocatori |

### Campioni
- Pro Recco Campione d'Europa:

Jesús Rollán, Alberto Angelini, Luca Giustolisi, Danilo Ikodinović, Simone Mina, Vladimir Vujasinović, Daniele Bettini, Tibor Benedek, Paolo Petronelli, Alessandro Calcaterra, Massimiliano Ferretti, Alessandro Caliogna, Alberto Ghibellini.

## Fonti
- (EN)  LEN, The Dalekovod Final Four - Book of Champions 2011, 2011 (versione digitale)
- (HU)  Risultati su Kataca.hu
- (PL)  Risultati su Pilkawodna.pl
- (HU) Recco-Domino döntő lesz a póló BL-ben, in Origo.hu, 16 maggio 2003. URL consultato il 28 novembre 2011.
- (HU) Ismét BL-másodikok a Domino pólósai, in Origo.hu, 17 maggio 2003. URL consultato il 28 novembre 2011.